# 馬明心
馬明心（1719年—1781年），經名易卜拉欣，道號維嘎耶圖拉（Wiqayatullah，意为“主道的捍卫者”），臨洮府金縣人。曾到麥加朝覲與往也門修行。

## 生平
乾隆二十六年（1761年）創立哲合忍耶（新教）門宦，旨在革除當時其他教派的“門宦”制度，乾隆二十九年（1764年）傳播新教，先到循化廳撒拉族人中傳教，發展很快，後與馬來遲虎夫耶（老教）衝突，活動被蘭州府知府楊士璣查知，其門生撒拉族蘇四十三借事件發起反政府運動。新教被清政府定為邪教，嚴厲打擊及被禁。馬明心被押解往蘭州正法，墓地位於東稍門拱北（今蘭州市城關區蘭州飯店附近）。馬明心逝世後被信徒奉為「官川阿濟茲」。
哲合忍耶門宦第七代教主馬元章是馬明心曾孫。